# 卡氏蟹蛛
卡氏蟹蛛（学名：Thomisus cavaleriei）为蟹蛛科蟹蛛属的动物。在中国大陆，分布于甘肃等地。该物种的模式产地在甘肃。